# Бюргер, Петер
Пе́тер Бю́ргер (нем. Peter Bürger, 6 декабря 1936, Гамбург — 11 августа 2017, Берлин, Германия) — немецкий филолог, историк и социолог новейшей литературы и искусства. Русскому читателю прежде всего известен как автор книги «Теория авангарда» (1974).

## Биография
Закончил Мюнхенский университет (1959), защитил диссертацию в Эрлангенском университете (1970). Специализировался по романским литературам. С 1971 — профессор французской литературы и сравнительного литературоведения в Бременском университете. Вышел в отставку в 1998.

## Научные интересы

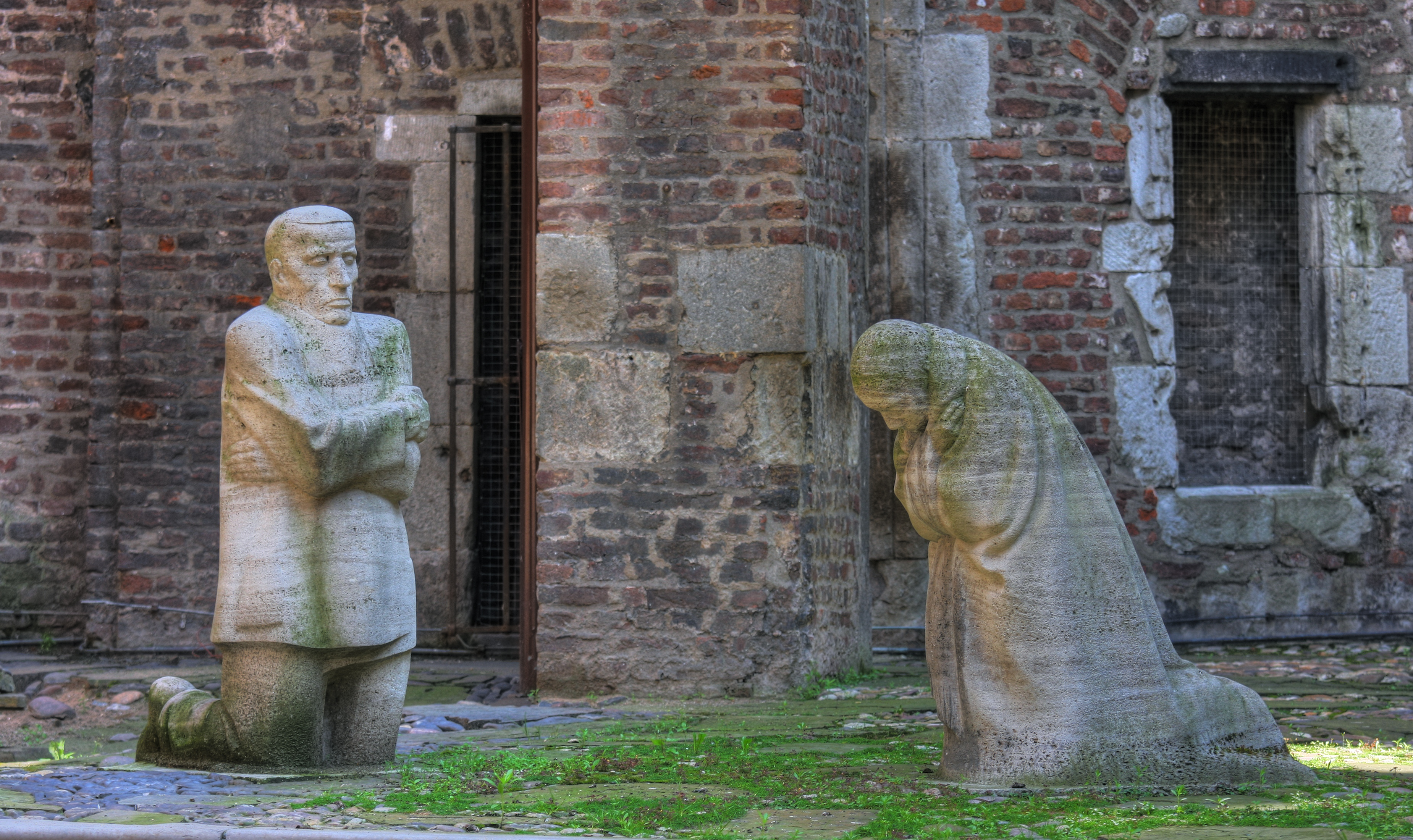
Йозеф Бойс и Эрвин Герих. Скорбящие старики. Кёльн, 1954

Наибольшее внимание и отклик со стороны различных гуманитарных дисциплин вызвали труды Бюргера по исторической социологии эпохи модерна и авангардного искусства, в которых он развивал критический подход Вальтера Беньямина и франкфуртской школы. Автор работ о французском импрессионизме и сюрреализме, творчестве Фрэнсиса Бэкона, Йозефа Бойса и др.

## Теория авангарда
Книга Петера Бюргера «Теория авангарда» (1974) делит последние полторы сотни лет художественной практики на три этапа: модернизм, претендовавший на автономию эстетического опыта (и его институтов), вторжение авангарда, направившего свои практики на критику этой автономии, и так называемый неоавангард, период, когда послевоенная культура Европы и Америки воспроизводила эту критику, сводя её к набору пустых жестов. Эти этапы, по Бюргеру, взаимосвязаны, хотя только второму он придаёт статус радикального авангарда, поскольку именно в рамках проекта «исторического авангарда» (период 1915—1925 годов, примерно от кубизма к русскому конструктивизму, Дада и сюрреализму) традиционные представления относительно требуемого модернизмом автономного статуса отвергаются ради того, что Бюргер описывает как попытку перенести художественные практики в пространство жизненной практики.

### Характеристика
Неоавангард (neo-avant-garde) — предложенный немецким критиком Петером Бюргером термин для определения послевоенного европейского и американского искусства. В последующие десятилетия термин использовался другими учеными, в частности Беньямином Бухло.
Работа Бюргера «Теория авангарда» была опубликована в 1974 году, первоначально опираясь на курс лекций «Авангард и буржуазное общество» Бюргера, прочитанный им в 1973—1974 гг. в университете Бремена.
В своей книге «Теория авангарда» Бюргер предлагает историческую периодизацию современного искусства, обозначив следующие этапы:
- модернизм
- эпоха исторического авангарда (куда он включает в том числе кубизм, дадаизм, сюрреализм)
- неоавангард

Если в период модернизма была осуществленная эстетическая автономия искусства и его институтов, в период исторического авангарда идея автономности была подвергнута критике рядом художественных практик и жестов, большинство из которых стремились, по мнению Бюргера, преодолеть раскол между высоким искусством и повседневностью (использование сюрреалистами случайных действий, коллажи дадаистов): «…искусство надлежит не просто разрушить, но перевести в жизненную практику, где оно сохранилось бы, пусть и в измененном виде».
«Характерная черта исторических авангардных движений заключается как раз в том, что они не развили определенного стиля; не существует дадаистского или сюрреалистического стиля. Возможность единого стиля эпохи эти движения, напротив, ликвидировали, возведя доступность художественных средств прошедших эпох в принцип … Авангард демонстрирует всеобщность художественных средств, потому что уже не выбирает художественные средства по какому-то стилистическому принципу, но располагает ими как художественными средствами».
Бюргер обозначает особенность неоавангарда именно в «фарсовом» повторении жестов исторического авангарда — таким образом, Бюргер отказывает послевоенному искусству в оригинальности и «видит утилизацию исторической критики автономного искусства». Таким образом, прежде уникальные художественные достижения авангарда оказались сведены, по мнению критика, к пустому набору жестов и практик, которые «они просто обеспечивают постоянно растущий аппарат культурной индустрии объектами, имеющими рыночный спрос».
Бюргер отмечает, что «смысл дюшановской провокации прочитывается не из целостности формы и содержания отдельных подписанных им предметов, а только из контраста между объектом массового производства, с одной стороны, и подписью, а также художественной выставкой, с другой. Очевидно, что такой тип провокации не допускает бесчисленных повторений». Соответственно, как только любой авангардный протест или провокация теряют силу (посредством повторения), они становятся жестом, частью искусства, поддерживая его отделение от «повседневности».
Во многом причину зарождения неоавангарда Бюргер видит в «провале исторического авангарда» — как только попытки «снятия автономии» искусства оказались безуспешными, а случайные находки и открытия авангардистов перешли в статус «произведения», «объекта искусства», авангард обрел историчность. Это неминуемо привело к тому, что его практики стали основой неоавангарда, который при этом лишил их шокового воздействия на публику.
Неоавангард не способен, по мнению Бюргера, достичь исторической цели авангарда (снятию автономии), поскольку художественные средства авангарда более не служат сближению с жизненной практикой, будучи включенными в разряд произведений.
Примеры:
- американский поп-арт («следует отметить, что там, где искусство действительно подчиняется навязанной товарным обществом необходимости обновления, оно едва ли чем-то отличается от моды. Кажется, Уорхол добился того, что Адорно называет „мимесисом по отношению к косному и отчужденному“: изображение ста банок с супом Campbell будет содержать в себе противостояние товарному обществу лишь для того, кто захочет его в нем увидеть»[13])
- «новый реализм» (простое воспроизведение практик коллажа и фотомонтажа).

## Признание
Медаль Карла-Фридриха Гаусса от Научного сообщества Брауншвейга «За заслуги в области литературы, эстетики и философии эпохи модерна» (2006). Труды П. Бюргера переведены на английский, французский, испанский, португальский, норвежский, иврит, турецкий, китайский и другие языки.